# یاسویوکی یوشیدا
یاسویوکی یوشیدا (انگلیسی: Yasuyuki Yoshida؛ زادهٔ ۱۰ مهٔ ۲۰۰۵